# Pileanthus filifolius
Pileanthus filifolius är en myrtenväxtart som beskrevs av Carl Daniel Friedrich Meisner. Pileanthus filifolius ingår i släktet Pileanthus och familjen myrtenväxter. Inga underarter finns listade i Catalogue of Life.